# Silver (Band)
Silver ist eine norwegische Glam-Punk-Rock-Band. Gegründet in Flekkefjord im Jahr 1996, feierten sie 2000 ihr Debüt mit der EP Billboard Blackout.
Inhaltlich verfolgt Silver oft christliche Texte und Inhalte, so geht es im Song Field Of Blood beispielsweise um den Verrat Jesu' durch Judas.

## Geschichte
Silver waren eine der Gewinner-Bands auf dem Zoom-Festival 2000 und wurden für die folgende Zoom-Tour in Norwegen, England und Schottland im Frühjahr 2001 ausgewählt.
Im selben Jahr veröffentlichten sie die EP Riot 1-2-3 über Virgin Records. Ein weiteres Release war das Album White Diary, gefolgt von den Singles Angels Calling, The Sin Fix Journal und Funeral Class One.
Angels Calling war zwar ein Hit, er wurde ständig in Radio und Fernsehen gespielt, aber dennoch wurde das Lied nie ganz von den „Hardcore“-Fans von Silver angenommen.
Nach White Diary trat Emil Nikolaisen als Schlagzeuger zurück und wurde erst durch Kim Akerholdt und schließlich durch Jonas Thire aus der Band Amulet ersetzt.
Am 8. Mai 2006 kam das Album World Against World heraus. Das Video zur Single The Personal Decay wurde immer wieder im Radio und auf dem norwegischen Musiksender Svisj gespielt.
In den Jahren von 2001 bis 2006 gab Silber über 220 Konzerte in Norwegen und im Ausland (Deutschland, England, Japan, Italien, Österreich, Finnland, USA, Schweden, Dänemark, Niederlande, Slowenien, Schottland). Darunter war ein Auftritt beim Roskilde-Festival im Jahr 2004 und der Auftritt im italienischen Fernsehen.
In Norwegen gab Silver Konzerte in Harstad, Kristiansand, Rockefeller in Oslo, und in der Molkerei in Sogndal.
Die Band gewann den Alarm Award 2004.

## Diskografie

### Alben
- 2004: White Diary
- 2006: World Against World
- 2008: Wolf Chasing Wolf

### EPs
- 2000: Billboard Blackout
- 2001: Riot 1-2-3

### Singles
- 2004: Intimate Cussing
- 2004: Angels Calling
- 2004: The Sin Fix Journal
- 2004: Funeral Class One
- 2014: March Brown